# Elisabeth Barnekow
Brita Elisabeth Gabriella Barnekow, född 8 februari 1874 på Sörbytorp i Sörby, Kristianstads län, död 2 oktober 1942 i Stockholm, var en svensk träsnidare och målare.
Hon var dotter till underlöjtnanten friherre Kjell Christian Barnekow och Sigrid Ulrika Charlotta Duwall. Barnekow studerade vid Elisabeth Keysers målarskola i Stockholm och under en vistelse i Paris 1895–1900. Hon medverkade i ett flertal samlingsutställningar med Sveriges allmänna konstförening och Föreningen Svenska Konstnärinnor samt i grupputställningar i Wien, Köpenhamn och på den Baltiska utställningen i Malmö. Tillsammans med skulptören Ida Thoresen drev hon en känd ateljé på Karlavägen i Stockholm. Hennes konst består huvudsakligen av porträtt bland annat på en rad skånska landshövdingar som hon utförde för länsresidenset i Kristianstad samt porträtt för Stockholms stadshus och Riddarhuset. Barnekow finns representerad vid bland annat Nationalmuseum i Stockholm och vid Länsmuseet Gävleborg, Skissernas museum, samt Helsingborgs museer.